# سینما سپهر (کرج)
سینما سپهر یک سینما در شهر کرج، ایران است.
این سینما در سال ۱۳۹۰ با یک سالن با ظرفیت ۳۵۰ نفر تأسیس شده‌است، همچنین این مجموعه دارای یک سالن تئاتر با ظرفیت ۲۵۰ نفر می‌باشد.
این سینما با اکران فیلم «ورود آقایان ممنوع» رسماً کار خود را آغاز کرد.
ظرفیت سالن تئاتر این مجموعه ۲۵۰ نفر است که به عنوان سالن همایش و کنسرت نیز قابل استفاده است.